# Exotické se stává erotickým
Exotické se stává erotickým (Exotic becomes erotic – EBE theory) je teorie, kterou vytvořil psycholog Daryl J. Bem z Cornell University. Jedná se o teorii sexuální přitažlivosti, která pracuje s konceptem genderových rolí a jejich souladu resp. nesouladu. Základním faktorem této teorie je vliv jak biologických, tak sociálních faktorů na vývoj sexuální orientace.

## Teorie
Podle této teorie jsou k utvoření lidské sexuální orientace nutné jednak biologické vlivy, ale také vlivy prostředí. Vrozené dispozice určují temperament jedince, který následně preferuje činnosti utvářející jeho genderovou konformitu. Vjemy, které nespadají do této konformity, následně způsobují vzrušení (exotiku), které s v pozdějším věku transformuje v erotickou přitažlivost. Tato přitažlivost se může v dospívání zafixovat jako stabilní a být tak příčinou vzniku heterosexuální či homosexuální orientace na základě toho, zdali se jako odlišné jevilo chování vrstevníků vlastního, či opačného pohlaví.

## Etapy vývoje sexuální orientace podle EBE
EBE teorie je rozdělena do 5 etap: 

### A - B Biologická proměnná

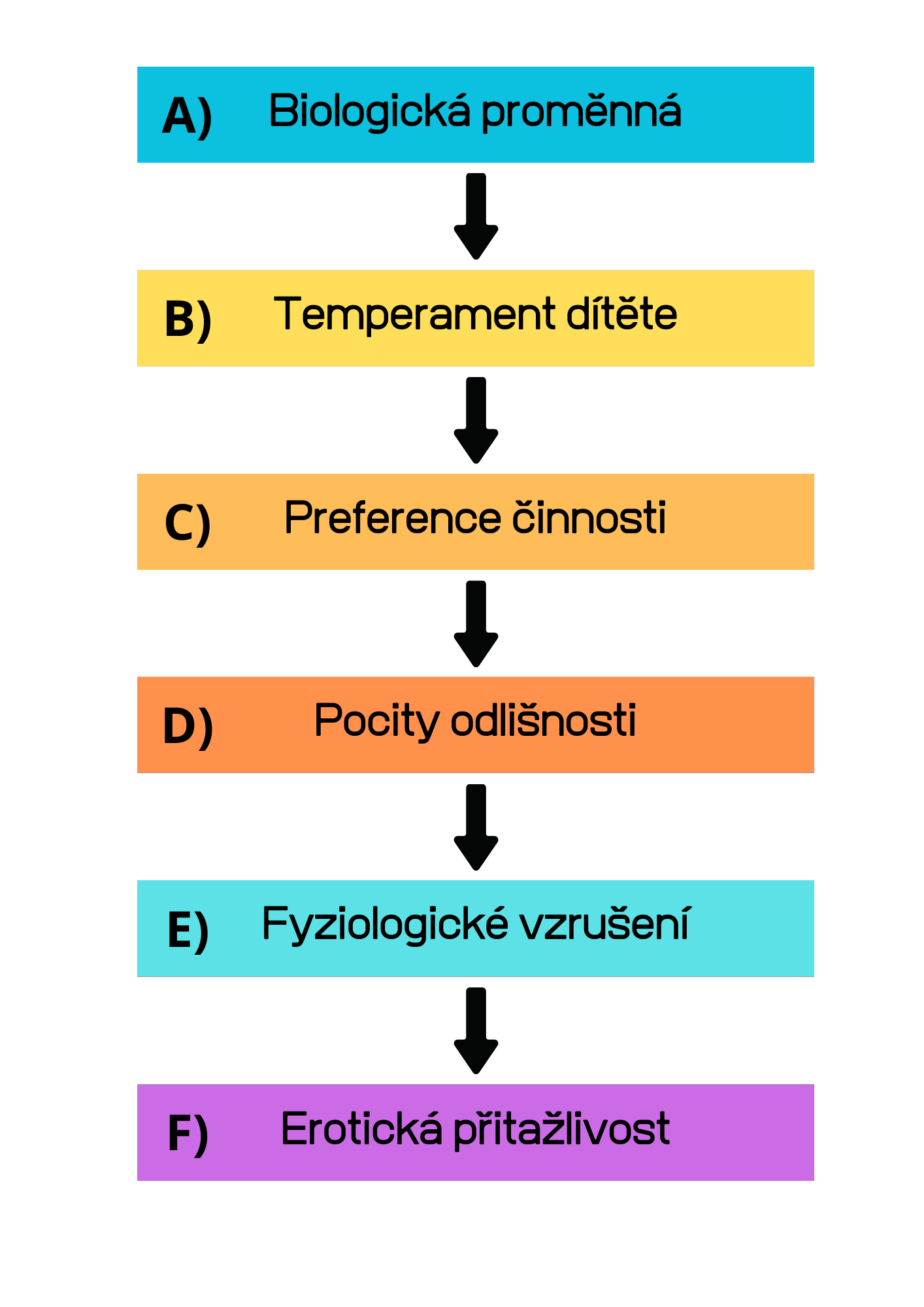
Etapy vývoje sexuální orientace podle teorie: "Exotické se stává erotickým"

Biologické (hormonální, genetické) faktory neovlivňují přímo sexuální orientaci v dospělosti, ale působí na utváření temperamentu a osobnostních rysů, jako je například agrese nebo míra aktivity. 

### B - C Temperament dítěte
Temperament dítěte předurčuje k tomu, aby některé činnosti bavily více než jiné. Jedno dítě bude mít rádo drsné hry a soutěživé týmové sporty (typické mužské aktivity), jiné bude dávat přednost tiché socializaci nebo hře na hopsání (typické ženské činnosti). Děti budou také preferovat hru s vrstevníky, kteří mají stejné preference; například dítě, které má rádo baseball nebo fotbal, si bude jako spoluhráče vybírat chlapce. Děti, které dávají přednost činnostem typickým pro stejné pohlaví, jsou označovány jako genderově konformní děti. Děti, které dávají přednost činnostem typickým pro pohlaví a kamarádům opačného pohlaví, jsou označovány jako genderově nekonformní. 

### C – D Preference činností
Děti s genderovou konformitou se budou cítit odlišně od vrstevníků opačného pohlaví a budou je vnímat jako odlišné, neznámé a exotické. Podobně se budou cítit i genderově nekonformní děti. Odlišné – dokonce odcizené - od vrstevníků stejného pohlaví, které vnímají jako neznámé a exotické. 

### D – E Pocity odlišnosti
Tyto pocity odlišnosti a neznámosti vyvolávají zvýšené autonomní vzrušení. U dítěte s mužským typem to může být pociťováno jako antipatie nebo pohrdání v přítomnosti dívek ("holky jsou fuj"); u dítěte s ženským typem to může být pociťováno jako střeštěnost nebo obavy v přítomnosti chlapců. Zvláště jasný příklad poskytuje "slabošský" chlapec, kterému se chlapci posmívají kvůli jeho genderové nekonformitě, a proto v jejich přítomnosti pravděpodobně zažívá silné autonomní vzrušení strachu a hněvu. Ačkoli jsou dívky za genderovou nekonformitu trestány méně než chlapci, "klučičí" dívka, která je ostrakizována svými vrstevnicemi, může v jejich přítomnosti pociťovat podobné afektivně laděné vzrušení. Teorie však tvrdí, že každé dítě, ať už konformní nebo nekonformní, zažívá v přítomnosti vrstevníků, od nichž se cítí odlišné, zvýšené, nespecifické autonomní vzrušení. V tomto modálním případě nebude vzrušení nutně afektivně zabarvené nebo vědomě pociťované. 

### E – F Fyziologické vzrušení
Bez ohledu na konkrétní zdroj nebo afektivní tón autonomního vzrušení v dětství se v pozdějších letech transformuje do erotické/romantické přitažlivosti. Kroky D - E a E - F tedy zahrnují specifické psychologické mechanismy, které transformují exotické v erotické (D - F).